# Нипур
Нипур (URUEN.LIL 𒂗𒇸; на шумерски: Нибру; на акадски: Nibbur, съвременен Нуфар) – свещен град на древните шумери в Южното Междуречие (на съвременен Ирак). В Нипур се намирал храмът на главния бог на шумерите – Енлил.
В XVIII век до н.е. Нипур бил завладян от Вавилон, като по-късно придобил вътрешна автономия.
В Нипур избирали цар, взимали решения за данъците и мира.

## Разкопки
Археологически разкопки откриват постройки от III—I хилядолетие до н.е., предмети на бита, клинописни таблички (предположително). От името на града се предполага, че произлиза етническото име на евреите.